# Прихваћено
Прихваћено (енгл. Accepted) америчка је филмска комедија из 2006. године. Режију потписује Стив Пинк, а сценарио Адам Купер, Бил Колаж и Марк Перез. Радња прати групу средњошколских матураната који стварају сопствени лажни колеџ након што су одбијени са факултета на које су се пријавили. Одвија се у Виклифу и измишљеном студентском граду Хармон у Охају.

## Радња
Матурант Бартлби је на путу да добије осам писама одбијања од колеџа на које је конкурисао, што неће обрадовати маму и тату. Али није једини — неколико његових другара је у истом сосу. Међутим, он долази на идеју да оснује свој сопствени универзитет.
Заједно са својом групом другара, успева да насамари родитеље и околину, те оснује „угледни” колеџ. Таман што су се сместили на своје позиције, Бартлби и друштво схватају да су свој посао одрадили превише добро — гомила других матураната одбијених на другим колеџима почиње масовно да долази на њихов колеџ. Са будућношћу која му виси о концу, Бартлбију ће бити потребно више од шачице спретности да избегне затвор, задиви девојку и импресионира родитеље.

## Улоге
| Глумац            | Улога                  |
| ----------------- | ---------------------- |
| Џастин Лонг       | Бартлби Хејнс          |
| Џона Хил          | Шерман Шрејдер         |
| Адам Хершман      | Глен                   |
| Коламбус Шорт     | Дарил Холовеј          |
| Марија Тејер      | Рори Тејер             |
| Луис Блек         | др Бен Луис            |
| Блејк Лајвли      | Моника Морланд         |
| Марк Дервин       | Џек Гејнс              |
| Ен Кјузак         | Дајана Гејнс           |
| Хана Маркс        | Лизи Гејнс             |
| Робин Лорд Тејлор | Абернати Дарвин Данлап |
| Диора Берд        | Кики                   |
| Џо Херсли         | Морис                  |
| Џереми Хауард     | луди студент           |
| Ентони Хилд       | Ричард ван Хоум        |
| Травис ван Винкл  | Хојт Амброз            |
| Кејтлин Даблдеј   | Гвин                   |
| Рос Патерсон      | Мајк Макнотон          |
| Арти Бакстер      | Мајк Чејмберс          |
| Келан Лац         | Двејн                  |
| Брендан Милер     | Вејн                   |